# Since I Saw You Last
Since I Saw You Last ist das vierte Solo-Studioalbum des britischen Singer-Songwriters und Take-That-Mitglieds Gary Barlow. Es wurde in Großbritannien am 25. November 2013 und in Deutschland am 21. Februar 2014 veröffentlicht und beinhaltet eine große Bandbreite an Genres, die Barlow als eine Mischung aus Pop, Folk-Pop und Alternative bezeichnet.

## Hintergrund
Nachdem sich Barlow mit der phänomenalen Rückkehr von Take That (2006) und diversen erfolgreichen Solo-Projekten (als Songwriter, Musikproduzent, Organisator des Diamond Jubilee Concerts für die Queen, verschiedener Benefizprojekte und zahlreicher ausverkaufter Konzerte) wieder einen festen Platz in der britischen Musikindustrie gesichert und einen weiteren Hochpunkt seiner Karriere erreicht hatte, kündigte er schließlich nach 14 Jahren Unterbrechung sein drittes „reines“ Solo-Album an (2012 hatte er unter Mitwirkung diverser anderer Musiker das Thronjubiläumsalbum Sing veröffentlicht). Im Interview mit dem Digital Spy beschrieb er die lange Pause und seinen Rückzug aus dem Rampenlicht nach der Veröffentlichung von Twelve Months, Eleven Days (1999): „Ich sang nicht einmal mehr in meinem eigenen Studio. Ich redete mir ein, ich bräuchte kein Künstler mehr zu sein; ich begann, mich auf das Songschreiben zu konzentrieren.“ Über die Produktionsphase sagte er dem Daily Telegraph: „Die eine Sache, vor der mir grauste, war, dass mir das letzte Album die ganze Zeit auf den Schultern lasten könnte, während ich an diesem hier arbeite; aber es kam nicht so – ich konnte das alles ziemlich schnell hinter mir lassen. Diese Zeit verfolgt mich nicht. Die Erfahrung, die ich vor 14 Jahren machte, unterscheidet sich vollkommen von der heutigen Situation.“ Der Metro beschrieb er im Interview, mit dem neuen Album wolle er die Fehler des letzten Studioalbums ausmerzen: „Mein letztes Album war so überlagert von Menschen, die mir sagten, nach wem ich klingen solle, dass ich mich, wenn ich es mir heute anhöre, frage: ‚Wer ist das?‘ Aber die Produktion von Since I Saw You Last war leicht. Vieles aus meinem Leben findet sich auf diesem Album wieder.“
Das Album wurde durch Polydor Records am 22. November 2013 in Irland und am 25. November 2013 im Vereinigten Königreich veröffentlicht, wo Barlow ein vorweihnachtliches Kopf-an-Kopf-Rennen gegen seinen Take-That-Kollegen Robbie Williams gewann, dessen Album Swings Both Ways erst eine Woche zuvor erschienen war und die Spitze der Charts mit 109.000 Verkäufen erreichte. Since I Saw You Last stieg mit 116.000 Verkäufen in der ersten Woche auf den zweiten Platz in die britischen Album-Charts ein und drängte Williams auf Platz drei. Gleichzeitig eroberte Barlows Album die Spitze der britischen iTunes-Charts. Anfang Januar 2014 hatte es in Großbritannien bereits Doppel-Platin erreicht.
In Deutschland wurde die Veröffentlichung des Albums aufgrund der hierzulande größeren Bekanntheit von Williams auf den 21. Februar 2014 verschoben. Im Frühjahr 2014 folgte eine einmonatige Tournee durch Großbritannien.

## Singles
- Let Me Go wurde am 15. November 2013 als Lead-Single des Albums veröffentlicht,[8] und stieg, wie auch eine Woche später das Album, sofort weit oben in die Charts ein. Sie ist damit bereits Barlows 21. Single, die es unter die Top 3 der britischen Single-Charts schaffte.[9] In der darauffolgenden Woche stieg die Single auf Platz 2[10] und stand an der Spitze der UK-Radio-Charts. Weitere zwei Wochen später wurde sie von der British Phonographic Industry (BPI) mit Silber für 200.000 verkaufte Platten ausgezeichnet.[11] Barlow selbst sagte über Let Me Go:

“I’ve always liked folky, acoustic music, but I’ve never fully explored it. I turned back time and was listening to Johnny Cash and early Elton John before I wrote ‘Let Me Go’. I’m 42; I don’t want to do urban or dance music. I love Mumford & Sons – it’s good, English music, but let’s be honest, they got it off Johnny Cash too.”

„Ich hatte immer ein Faible für folkige, akustische Musik, aber ich habe sie mir nie vollständig erschlossen. Deshalb drehte ich die Uhr zurück und hörte wieder Johnny Cash und Elton John, bevor ich ‚Let Me Go‘ schrieb. Ich bin jetzt 42 und möchte keine urbane Musik oder gar Tanzmusik machen. Ich liebe Mumford & Sons – es ist gute, englische Musik, aber seien wir mal ehrlich: Sie haben doch auch von Johnny Cash abgeschaut.“

- Auf Face to Face fiel die Wahl der zweiten Singleauskopplung, sie wurde am 20. Januar 2014 veröffentlicht.[13] Bei dem Song handelt es sich um ein Duett mit Barlows bekanntem britischen Sängerkollegen und Songwriter Elton John.[14] Das Video (Garys 45. Musikvideo) zeigt ihn und Elton beim gemeinsamen Einspielen des Liedes.
- Das titelgebende Lied Since I Saw You Last wurde am 14. April 2014 schließlich als dritte und letzte Single des Albums ausgekoppelt. Das Musikvideo ist im Stil des Albumcovers in klaren, ruhigen Schwarz-Weiß-Bildern gedreht, jedes graue Haar, jedes Stirnrunzeln, jede Falte wird überdeutlich sichtbar, der Zuschauer ist ganz nah dran, nimmt teil an dieser Reise durch die Vergangenheit. Einfache filmische und szenische Mittel wie Spiegel und Zeitlupeneffekte tragen dazu bei, bewahren die Schlichtheit und Einfachheit, das Video kommt ohne Spektakel aus. Stattdessen zeigt es einen nachdenklichen, vom Leben gezeichneten Mann, allein in einem heruntergekommenen, leerstehenden Gebäude im Londoner East End. Ganz für sich sinniert er über sein Leben, erzählt und verarbeitet so seine Geschichte.

## Titelliste
| #   | Titel                | Komponisten & Texter         | Länge |
| --- | -------------------- | ---------------------------- | ----- |
| 1.  | Requiem              | Gary Barlow, Robbie Williams | 4:42  |
| 2.  | Let Me Go            | Gary Barlow                  | 3:38  |
| 3.  | Jump                 | Gary Barlow, Tim Rice-Oxley  | 4:08  |
| 4.  | Face to Face         | Gary Barlow, John Shanks     | 3:33  |
| 5.  | God                  | Gary Barlow                  | 5:04  |
| 6.  | Small Town Girls     | Gary Barlow                  | 3:19  |
| 7.  | 6th Avenue           | Gary Barlow, John Shanks     | 5:00  |
| 8.  | We Like to Love      | Gary Barlow                  | 5:26  |
| 9.  | Since I Saw You Last | Gary Barlow                  | 3:32  |
| 10. | This House           | Gary Barlow, John Shanks     | 3:58  |
| 11. | Dying Inside         | Gary Barlow                  | 4:33  |
| 12. | More Than Life       | Gary Barlow                  | 3:48  |

| #   | Titel                     | Komponisten & Texter                       | Länge |
| --- | ------------------------- | ------------------------------------------ | ----- |
| 13. | Mr Everything             | Gary Barlow                                | 4:45  |
| 14. | Actress                   | Gary Barlow, James Maddock                 | 3:31  |
| 15. | The Song I’ll Never Write | Gary Barlow, Andrew Frampton, Steve Kipner | 3:05  |

Das Album ist in drei unterschiedlichen Ausführungen erhältlich:
1. Standard Edition: CD bzw. Download mit 12 Titeln
2. Deluxe Edition: CD bzw. Download mit 15 Titeln
3. Sammelbox-Set (wird ausschließlich über Barlows offiziellen Webstore vermarktet): CD mit 15 Titeln (Deluxe Edition) + 24-seitiges Fotobuch + Kunstdruck (22 × 22 cm)[15]

## Rezeption

### Kritiken
Bereits im Vorfeld der Veröffentlichung wurde viel über den Karriereverlauf Barlows berichtet und über das neue Album und dessen Aussagekraft spekuliert. Nach seiner Veröffentlichung erhielt Since I Saw You Last überwiegend sehr positive Kritiken aus der Musikbranche.
Die Zeit beispielsweise schrieb in ihrem Internetauftritt:

„Bei aller Sensibilität waren die Songtexte nie Barlows Stärke. Das gibt er selbst zu. Frühere Soloalben wie Open Road (1997) und Twelve Months, 7 Days (1999) quollen über vor abgeschmacktem Liebesgedöns. Jetzt scheint sich Barlow endlich ein Handbuch für literarische Mittel zugelegt und die Magie der Metapher entdeckt zu haben. Auch Selbstreflexion gibt seiner Musik eine neue Tiefe. Mal ermutigt er dazu, neue Risiken einzugehen (Jump), mal grübelt er über öffentlichen und privaten Glauben (God), mal sinniert er über die charakterlichen Qualitäten von Frauen aus der Provinz (Small Town Girls), mal über seinen Absturz und Wiederaufstieg im Musikgeschäft (Since I Saw You Last). Barlows Welt ist größer und komplexer geworden, seiner Stimme entlockt er ungehörte Facetten, das Album wirkt homogen und doch abwechslungsreich, mit Popmelodien, die jene frühere Formelhaftigkeit vermeiden und doch sofort aufgesogen werden, wie ein Weinfleck von der besten Bluse.“

Die britische Zeitung The Metro belohnte das Album mit vier Sternen und schrieb:

“Barlow’s first solo LP proper since 1999 [is a] showcase [of] a very, very good songwriter indeed, someone who knows how to knock up a sturdy verse, bridge, chorus and middle-eight as readily as any lauded 1970s troubadour. Some lyrics touch on the subject of Barlow’s clinical depression after leaving Take That, like the rather ponderous, drumless ballad Dying Inside. But generally, these songs tend to work as self-medication, as exhortations to transform your life – the best example being Jump, a rather lovely ballad co-written with Keane’s Tim Rice-Oxley. Since I Saw You Last resounds with exuberant pop rock songwriting, including latest single Let Me Go, Requiem (co-written with reconciled Take That buddy Robbie Williams) and Face To Face (a glammy stomper with Elton John). It’s catchy and unabashedly mainstream, and it also feels like a moment he’s been waiting for.”

„Barlows erste Solo-LP seit 1999 ist wirklich das Vorzeigeprojekt eines sehr, sehr guten Komponisten u. Texters; jemandem, der weiß, wie man Strophen, Bridge, Refrain und Middle-Eight fest und kraftvoll zusammenschustert – so leicht wie einer der gefeierten Troubadouren der 1970er-Jahre. Manche Textpassagen erinnern an Barlows Depression nach dem Bruch von Take That, wie z. B. die eher schwerfällige und ohne Schlagzeug gespielte Ballade Dying Inside; aber grundsätzlich wirken diese Lieder als eine Art Selbstmedikation, als Mahnruf, das eigene Leben umzukrempeln – als bestes Beispiel dient hierfür Jump, eine sehr hörenswerte Ballade, mitverfasst von Keanes Tim Rice-Oxley. In Since I Saw You Last ertönt der Widerhall von überschwänglichen Pop-Rock-Kompositionen, die neuste Single Let Me Go, Requiem (mitverfasst von seinem ausgesöhnten Take-That-Kumpel Robbie Williams) und Face to Face (mit Elton John) eingeschlossen. Es ist fesselnd und zugleich unverfrorener Mainstream und es scheint ein Moment zu sein, auf den er lange gewartet hat.“

Der Daily Express kürte Since I Saw You Last zum „Album der Woche“ und verlieh sämtliche fünf Sterne mit der Begründung:

“A curiously complex, occasionally courageous record [that] is almost impossible to absorb in one listen. Two tracks in particular, ‚God‘ and ‚Dying Inside‘, […] are easily the finest pieces he’s ever written. There’s a searching, enigmatic feel even to the breezier tracks […], most of them worked out over sublime piano playing and sung with a passion rarely heard in any of his previous work.”

„Ein seltsam vielschichtiges, gelegentlich mutiges Album, […] welches man beim einmaligen Hören kaum voll erfassen kann. Insbesondere zwei Titel, ‚God‘ und ‚Dying Inside‘, […] sind sicher die schönsten Stücke, die er jemals geschrieben hat. Da ist etwas Suchendes, Rätselhaftes, selbst in den flotteren Stücken wie ‚Small Town Girls‘ und ‚6th Avenue‘; vermittelt zumeist über erhabenes Klavierspiel und gesungen mit einer in seinen früheren Werken nur selten zum Vorschein getretenen Leidenschaft.“

### Kommerzieller Erfolg
In den britischen Album-Charts stieg Since I Saw You Last in der ersten Woche mit 116.000 verkauften Kopien auf Platz 2 ein und hielt sich sieben Wochen in den Top 3. Es wurde zum am schnellsten verkauften Album des Jahres 2013.
In der zweiten Woche verkaufte sich Barlows Album in Großbritannien weitere 77.358 Mal.
In der dritten Woche knackte es mit 105.344 Verkäufen erneut die 100.000er-Marke.
Die vierte Woche nach der Veröffentlichung bescherte Barlow mit 116.730 verkauften Alben noch höhere Verkaufszahlen (10,81 % mehr als in der Woche zuvor) und in der fünften Woche erreichte es mit 79.000 weiteren schließlich die 500.000er-Marke in Großbritannien. Am 22. Februar, einen Tag nach der Veröffentlichung des Albums in Deutschland, war das Album zwar in den deutschen Charts noch nicht vertreten, in den offiziellen britischen Charts dafür drei Monate (13 Wochen) nach der Veröffentlichung immer noch unter den Top Ten, insgesamt hielt es sich über 38 Wochen in den Albumcharts. In Deutschland erreichte das Album ebenfalls die Top Ten und hielt sich insgesamt zehn Wochen in den Charts.

### Auszeichnungen
- Platin (GB) für über 300.000 verkaufte Alben[11]
- Doppel-Platin (GB) für über 600.000 (652.342) verkaufte Alben[24]
- Silber (GB) für über 200.000 verkaufte Singles (Let Me Go)[11]